# 5 Minutos de Jazz
5 Minutos de Jazz foi um programa de rádio português, transmitido pela primeira vez a 21 de fevereiro de 1966 através da Rádio Renascença. Em 2023, data do término do programa, era transmitido pela emissora pública Antena 1.

## História
O programa surgiu após José Duarte (1938-2023) ter sido convidado por João Martins, seu amigo de infância.
"1, 2, 3, 4, 5 minutos de jazz", é a frase com que José Duarte imortalizou o programa que fez parte da programação da Rádio Rádio Renascença, entre 1966 e 1975. Sofreu depois uma interrupção forçada e regressou em 1983 já na Rádio Comercial, dez anos mais tarde, em 1993, passou a integrar a programação da RDP Antena 1.
O 6º Aniversário do programa, em 1972, comemorado com a edição do primeiro disco jazz editado em Portugal: ‘Estilhaços’, de Steve Lacy. 
O programa tem um conceito simples: José Duarte faz uma introdução, mostra uma música e no final deixa uma breve explicação.
Em 2000 foi lançado o livro "Cinco Minutos de Jazz" de José Duarte. 
Em 21 de Fevereiro de 2015, "Cinco Minutos de Jazz" fez 50 anos, tornando-se o programa de rádio mais antigo de sempre da rádio portuguesa. 
Após a morte de José Duarte, em 2023, o programa terminou, sendo, no entanto, exibindo repetições de emissões anteriores.

## Prémios
- Ganhou o Prémio de Melhor Programa de Rádio, na edição do Prémio Autores de 2014 atribuído pela Sociedade Portuguesa de Autores (SPA) [13][14][15]